# Iuri Oleșa
Iuri Oleșa (n. 19 februarie/3 martie 1899, Elisavetgrad, gubernia Herson, Imperiul Rus – d. 10 mai 1960, Moscova, RSFS Rusă, URSS) a fost un romancier rus și sovietic. Este considerat unul dintre cei mai buni romancieri ruși ai secolului al XX-lea, unul dintre puținii care au reușit să scrie opere de valoare artistică de durată, în ciuda cenzurii înăbușitoare a epocii. Lucrările sale sunt acte de echilibru delicat care transmit superficial mesaje pro-comuniste, dar dezvăluie o subtilitate și o bogăție mult mai mare la o lectură mai profundă. Uneori, el este grupat împreună cu prietenii săi Ilf și Petrov, Isaac Babel și Sigizmund Krjijanovski în Școala de Scriitori ruși de la Odessa.

## Lucrări scrise

### Romane
- Invidie (Зависть, 1927)
- Trei grăsani (Три Толстяка, scris 1924, publicat 1928)
- Cerșetorul (Нищий; schițe, 1929)

### Memorii
- Nici o zi fără un rând (fragmente selectate, împărțite pe subiecte) (Ни дня без строчки) Publicată postum în 1965
- Carte de adio (ediție completă, excluzând unele repetări, în ordine cronologică) (Книга прощания)

### Piese de teatru
- Inimă mică (1918, text pierdut) (Маленькое сердце)[11]
- Jocul eșafodului (Игра в плаху, 1920)
- Conspirația sentimentelor (Заговор чувств, 1929, adaptare a romanului Invidie)
- Trei grăsani (Три толстяка, 1929, dramatizarea romanului cu același nume)
- Lista faptelor bune (Список благодеяний, 1930)
- Moartea lui Zand (Смерть Занда, alte nume: Cerșetorul, Sărăcia filozofiei, o piesă neterminată despre Nisipul comunist în 6 scene, 1929-1930)
- Moartea lui Zand (cu același titlu, un alt titlu este Omul negru, schițe pentru o piesă despre scriitorul Zand, 1931-1934)
- Bilbao (Бильбао, schițe, 1937-1938)
- Sticlă neagră (Чёрная бутылка, schițe ale punerii în scenă a romanului lui Jules Verne, Copiii căpitanului Grant, 1946)
- Idiotul (Идиот, dramatizarea romanului lui F. M. Dostoievski, 1958)
- Flori târzii (Цветы запоздалые, punerea în scenă a povestirii lui A. P. Cehov, 1959)
- Brățara din granate (schițe ale punerii în scenă a povestirii lui A. I. Kuprin, 1959)

### Scenarii
- Povestea unui sărut (Рассказ об одном поцелуе, 1918; soarta filmului este necunoscută)
- The Strict Youth (Строгий юноша, 1934, pentru filmul The Strict Youth)[12]
- Întrebări cardinale (Кардинальные вопросы, 1935, nefilmat)
- Soldații din mlaștină (Soldații din turbărie) (Солдаты болот, Walter, pentru filmul Bolotnie soldati, 1938)[13][14]
- Greșeala inginerului Cochin (Ошибка инженера Кочина, pentru filmul Oshibka inzhenera Kochina / Greșeala inginerului Cochin, cu A. Macheret, 1939)
- A 20-a aniversare a cinematografiei sovietice (Двадцатилетие советской кинематографии; Cinema în 20 de ani, pentru filmul documentar Cinema în 20 de ani, colab., 1940)
- Fata și circul (Девочка и цирк, pentru desenul animat Devochka v tsirke / Fata de la circ, 1949)
- Focul (Огонь, 1950, nefilmat; mai târziu scenariul a fost revizuit de M. Volpin și O. Suok pentru desenul animat Ogon, 1971)[15]
- Basmul cu domnița moartă și cu cei șapte voinici (Сказка о мёртвой царевне и о семи богатырях: pentru desenul animat Povestea prințesei moarte și a celor șapte bogatîri, Skazka o myortvoy tsarevne i o semi bogatyryakh, 1951)
- Chemarea mării (Море зовёт, dialoguri pentru filmul More zoviot, scenariu de Valentin Morozov, Nelli Morozova, 1959)[16]
- Trei grăsani (Три толстяка, bazat pe romanul cu același nume, 1959, nefilmat)

### Poezie
- Ahașveroș (Агасфер, 1920)
- Beatrice (Беатриче, 1920)